# Área Logística Córdoba
El Área Logística Córdoba es una unidad logística de la Fuerza Aérea Argentina con asiento en Córdoba y en la órbita del Comando de Material de esa fuerza armada.

## Reseña
El Grupo de Administración de Material creado el 27 de junio de 1995 surgió y obtuvo su actual denominación en 1998. Se halla bajo dependencia del Comando de Material.
Su misión es contribuir a sostener todo el material de vuelo, de fábrica y proyectos relacionado con la Fábrica Argentina de Aviones (antes LMAASA, nacionalizada en 2009) con asiento en Córdoba, y la Fuerza Aérea Argentina.